# Pronunciamiento de Villarejo de Salvanés

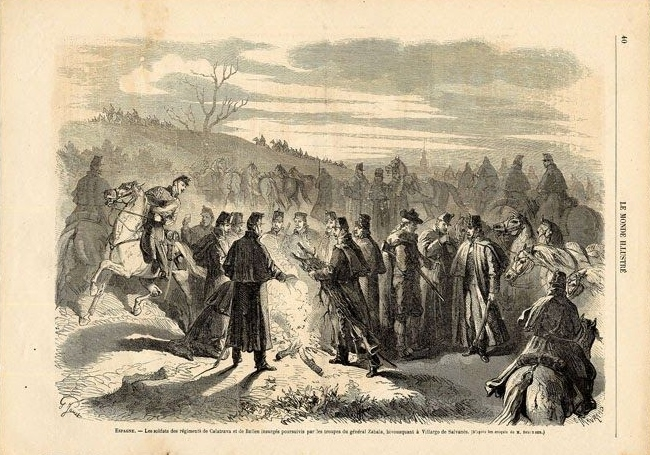
Gravure représentant le soulèvement publiée par Le Monde illustré.

Le pronunciamiento de Villarejo de Salvanés est un pronunciamiento mené par le général Juan Prim le 3 janvier 1866, dont l’épicentre fut Villarejo de Salvanés, près d’Aranjuez, qui prétendait l’instauration d’un gouvernement progressiste dirigé par Prim et peut-être le détrônement d’Isabelle II,.
Le pronunciamiento échoua notamment à cause du manque de soutien populaire aux troupes de Prim face à celles fidèles au régime, ainsi que la défection de certaines garnisons, dont celles de Madrid, Alcalá, Torrelaguna et Leganés.
Après deux semaines de traque, Prim, Lorenzo Milans del Bosch et d’autres conspirateurs furent contraints de fuir au Portugal. À l’issue du soulèvement, Prim fut condamné à mort par contumace et trois officiers complices — deux sergents et un capitaine — furent exécutés,.